# SöStB Marchegg
A SöStB Marchegg - Rosenau    egy szerkocsis gőzmozdonysorozat  volt a cs. kir. Délkeleti Államvasútnál (németül: k.k. Südöstliche Staatsbahn, SöStB).

## Története
Az SöStB ezzel a tíz mozdonnyal fejleszteni kívánta 1B jellegű személyvonati mozdonyállományát. A mozdonyokat 1851-ben építette a Lokomotivfabrik der WRB és a  MARCHEGG, NEUDORF, WEINERN, WARTBERG, LANSCHÜTZ, TORNOCZ, MISKOLCZ, HATZFELD, LOGOS, ROSENAU neveket továbbá a 115–124 pályaszámokat adták nekik. A hátsó hajtótengely – hasonlóan a „SöStB Somorja–Cserhát” sorozathoz – az állókazán mögött volt ami a mozdony kedvezőbb futási tulajdonságait eredményezte. A mozdony belsőkeretes volt, kívül elhelyezett gőzhengerekkel és vezérléssel. Érdekesség, hogy a mozdonyokon nem volt gőzdóm, ellenben két biztonsági szelep is helyet kapott: az egyik az állókazánon, a másik az első kazánövön.
1855-ben az SöStB-t megvásárolta az ÁVT és a mozdonyállományt is átszámozta. A sorozat mozdonyai először „II kat.” 108-117, majd 1873-ban „IIIe. osztály” 19-25 pályaszámokat kaptak. A  LANSCHÜTZ, LOGOS  és a ROSENAU már 1873 előtt selejtezve lett. A MARCHEGG és a HATZFELD  1891-ben a MÁV állományába került „IIr. osztály” 1281-1282 pályaszámokon. A többi mozdonyt az ÁVT még 1891 előtt selejtezte.

## Fordítás
- Ez a szócikk részben vagy egészben  a   SöStB – Marchegg bis Rosenau című német Wikipédia-szócikk fordításán alapul.  Az eredeti cikk szerkesztőit annak laptörténete sorolja fel. Ez a jelzés csupán a megfogalmazás eredetét és a szerzői jogokat jelzi, nem szolgál a cikkben szereplő információk forrásmegjelöléseként.